# Manono Uta
Manono Uta – miejscowość w Samoa (Aiga-i-le-Tai); na wyspie Upolu; 1442 mieszkańców (2010).